# The Sacrilege of Fatal Arms
The Sacrilege of Fatal Arms è il quarto album ufficiale della band italo-slovena Devil Doll, pubblicato nel 1993. L'album è una versione estesa del precedente album Sacrilegium, e costituisce la colonna sonora del primo film sperimentale scritto e diretto da Mr. Doctor.

## Tracce
1. The Sacrilege of Fatal Arms - 75:57

## Formazione

### Gruppo
- Mr. Doctor - voce
- Francesco Carta - pianoforte
- Roberto Dani - batteria
- Sasha Olenjuk - violino
- Bor Zuljan - chitarra
- Davor Klaric - tastiere
- Michel Fantini Jesurum - organo

### Altri musicisti
- Damir Kamidoullin - violoncello
- Mattej Kovacic - fisarmonica
- Paolo Zizich - seconda voce
- Il "Devil Chorus" condotto da Marian Bunic e formato da:
  - Paolo Zizich
  - Marian Bunic
  - Polona Sever
  - Beti Strencan
  - Breda Bunic
  - Gregor Oblak
  - Jure Strencan
  - Boris Kurent
  - Mojca Sojer
  - Mr. Doctor